# Coppa Bernocchi 1984
La Coppa Bernocchi 1984, sessantaseiesima edizione della corsa, si svolse il 24 giugno 1984 su un percorso di 256 km. La vittoria fu appannaggio dell'italiano Vittorio Algeri, che terminò la gara in 6h30'30", alla media di 39,334 km/h, precedendo i connazionali Silvano Contini e Daniele Caroli. L'arrivo e la partenza della gara furono a Legnano. Questa edizione della Coppa Bernocchi è stata valida come prova unica dei campionati italiani di ciclismo su strada, pertanto, i corridori stranieri non furono ammessi alla corsa.
Sul traguardo di Legnano furono 54 i ciclisti che portarono a termine la manifestazione.

## Ordine d'arrivo (Top 10)
| Pos. | Corridore         | Squadra        | Tempo    |
| ---- | ----------------- | -------------- | -------- |
| 1    | Vittorio Algeri   | Metauro Mobili | 6h30'30" |
| 2    | Silvano Contini   | Bianchi        | a 10"    |
| 3    | Daniele Caroli    | Santini        | a 20"    |
| 4    | Sergio Santimaria | Del Tongo      | a 20"    |
| 5    | Paolo Rosola      | Bianchi        | a 20"    |
| 6    | Pierino Gavazzi   | Atala          | a 20"    |
| 7    | Cesare Cipollini  | Dromedario     | a 20"    |
| 8    | Wladimiro Panizza | Atala          | a 20"    |
| 9    | Stefano Giuliani  | Gis Gelati     | a 20"    |
| 10   | Giuseppe Petito   | Alfa Lum       | a 20"    |